# Kościół św. Michała Archanioła w Lublinie (farny)

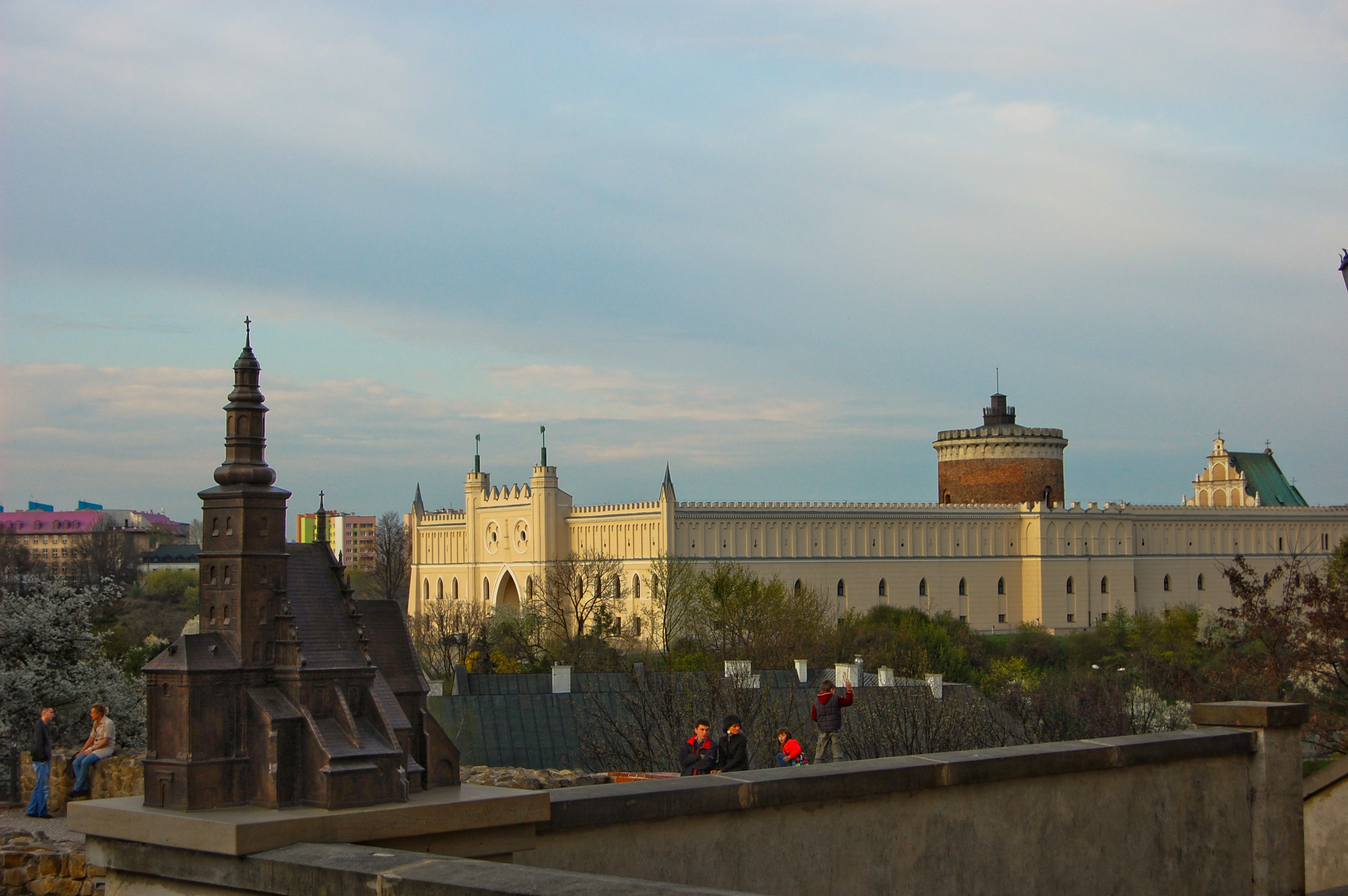
Makieta kościoła św. Michała znajdująca się obecnie na placu Po Farze

Kościół św. Michała Archanioła – rzymskokatolicki kościół farny pod wezwaniem św. Michała Archanioła w Lublinie, jedna z najstarszych świątyń w mieście i pierwszy gotycki kościół w Lublinie. Rozebrany w połowie XIX wieku.

## Historia
Kościół powstał przypuszczalnie pod koniec XIII wieku lub na początku XIV wieku. Poglądy o tym, że kościół istniał już od 876 są niepoparte naukowo. W niektórych pracach pojawia się informacja, że kościół został zbudowany po pożarze Lublina w 1282 r., jednak też nie jest to pewne i bardziej prawdopodobne jest, że kościół powstał jednak w późniejszym okresie. 
Wykopaliska archeologiczne wskazują, że kościół zbudowano na istniejącym wcześniej cmentarzu i na początku był budowlą z wydłużonym prezbiterium i trójnawowym korpusem o trzech przęsłach, zbliżonym w planie do kwadratu. Prezbiterium zamknięto trójbocznie, na zewnątrz zbudowano łuki przyporowe, dobudowano zakrystię, całość przykryło żebrowe sklepienie. W r. 1341, po najeździe Tatarów na Lublin, mogła mieć miejsce rozbudowa świątyni. W XV w. z frontu od ulicy Grodzkiej powstała potężna wieża, dominująca nad zabudowaniami miejskimi, która podobno była widoczna na 5 mil od Lublina. Pokryto ją miedzianą blachą, a jej szczyt wieńczyła blaszana chorągiewka, która wskazywała kierunek wiatru. Na wieży umieszczony został zegar oraz dzwony, w tym Michał. W XVI w. świątynia stała się kolegiatą. Obok cmentarza otaczającego kościół zbudowano plebanię, dom mansjonarski, mieścił się tu również szpital oraz szkoła. W 1575 kościół spłonął, runęła wtedy wieża, przerażając ówczesnych mieszkańców Lublina hałasem. Kościół odbudowano, wieżę również, tym razem bez zegara. Do sześciu kaplic dobudowano siódmą. W 1653 kościół ponownie spłonął, odbudowano go dopiero w 1741.
W 1769 w wyniku burzy kościół spłonął, szczególnie uszkodzona została wieża. Farę jednak ponownie odbudowano. Po przeniesieniu biskupa z Krasnegostawu do Lublina w latach 1826-1832 świątynia pełniła funkcje katedry. Była jednak w bardzo złym stanie, więc katedrą stał się dawny kościół Jezuitów. Przeniesiono tam cudowny krucyfiks oraz przedmioty ze skarbca kościoła św. Michała. Fara popadała w ruinę i groziła zawaleniem. W 1846 podjęto decyzję o rozbiórce fary. Nie spotkało się to z żadnym sprzeciwem władz kościelnych ani lublinian. Z kościoła zabrano chrzcielnicę, dzwon Michał oraz tablicę z epitafium Sebastiana Klonowica, trafiły one do katedry lubelskiej, obraz Sen Leszka Czarnego do kościoła Kapucynów, ołtarze trafiły do podlubelskich kościołów. Rozbiórka kościoła trwała w latach 1846-1852. Napotkała ona duże problemy. Nie można było zniszczyć starych gotyckich murów, używano do tego celu dynamitu. Gruz posłużył do budowy domku ogrodnika oraz drogi w kierunku Lubartowa. Podobno w miejscu ołtarza znaleziono pień dębu, pod którym miał spać Leszek Czarny. Tygodnik Ilustrowany z 1860 roku podaje: „Jakoż w rzeczy samej przy rozbieraniu murów tego gmachu znaleziono pod nawą wielkiego ołtarza pień dębowy, starannie cegłą wokoło obmurowany, którego część znaczną znakomity nasz pisarz J. I. Kraszewski w zbiorach swoich starożytności posiada.". Krypty kościoła oraz fundamenty zasypano, uformowano w tym miejscu plac. Również w 1852 zlikwidowano cmentarz, który znajdował się obok fary, prochy ekshumowano i przeniesiono na nowo powstały cmentarz przy ul. Lipowej, pochowano je w zbiorowej mogile.
Z wieży kościoła św. Michała od 1686 do ok. 1830 grany był hejnał.

## Architektura

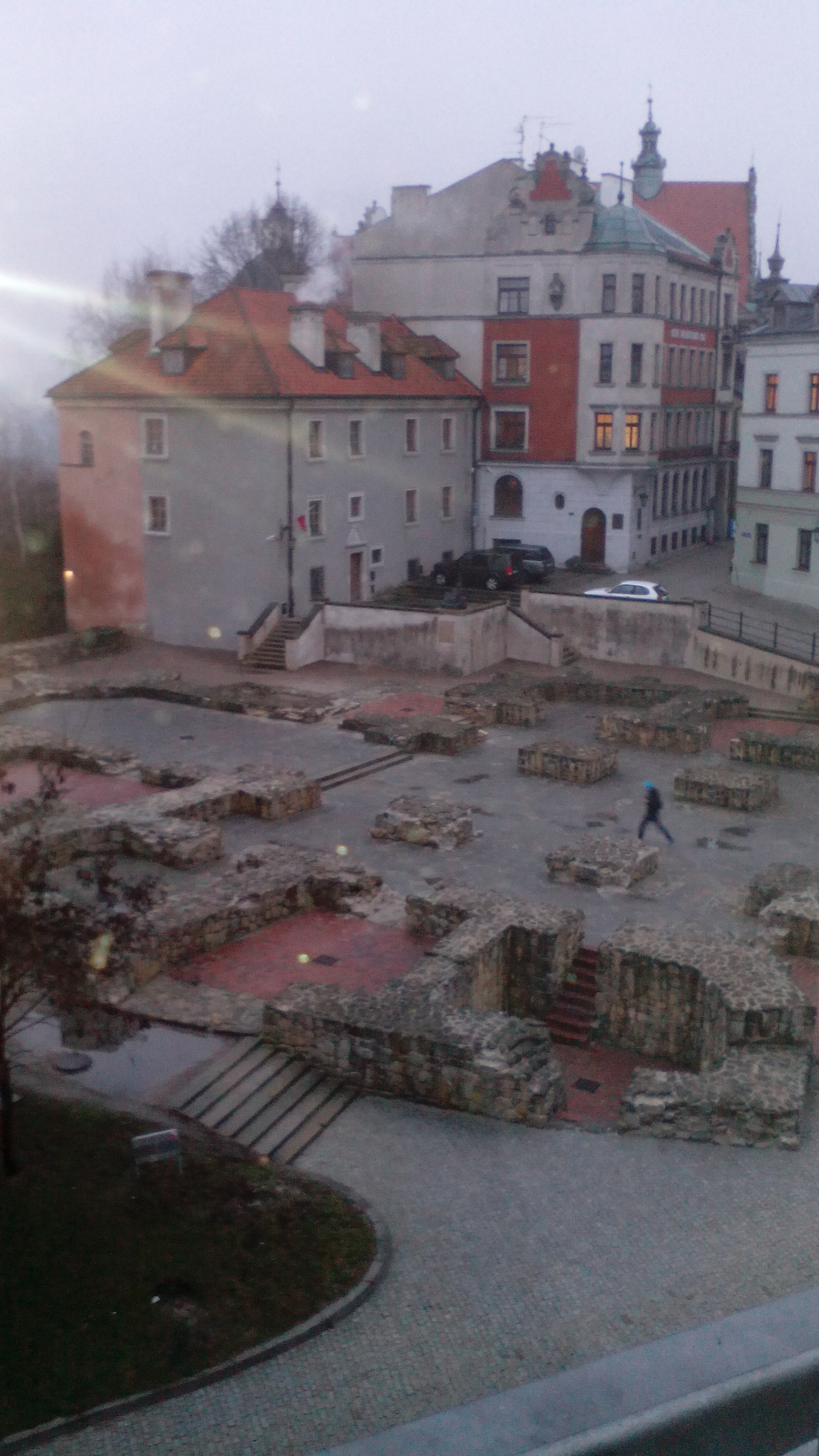
Ruiny kościoła św. Michała Archanioła w Lublinie

Kościół był budowlą murowaną. Do środka prowadziły solidne drewniane drzwi. Po wejściu do kruchty oczom wiernych ukazywało się wnętrze świątyni. Posadzka wykonana była z czarnego i białego marmuru. W niektórych miejscach widoczne były płyty nagrobne. Kościół nie posiadał krypt z prawdziwego zdarzenia. Chcąc dokonać pochówku we wnętrzu świątyni, niszczono fragment podłogi, wykopywano otwór i tam umieszczano trumnę ze zmarłym. Na miejscu spoczynku wmurowywano tablicę nagrobną. 
W prezbiterium umieszczony był pozłacany ołtarz. Po rozbiórce fary trafił on do kościoła w Nabrożu. Wisiały tu również obrazy Sen Leszka Czarnego, Narodzenie Pańskie, Niepokalane poczęcie, Nawiedzenie NMP oraz Wniebowzięcie NMP. Po obu stronach ołtarza umieszczono dwie urny z relikwiami świętych. Prezbiterium zwrócone było w kierunku Jerozolimy. Jest to dowód na romańskie korzenie kościoła. 
Fara posiadała siedem kaplic bocznych. Fundowali je rajcy lubelscy oraz szlachta. W kaplicy Jezusa Miłosiernego wisiał Krzyż Trybunalski. W kaplicy "Ogród Jezusa" w Wielki Tydzień odgrywano Misterium Męki Pańskiej.

## Legendy

### O wybudowaniu kościoła przez Leszka Czarnego
W czasach, gdy na Lublin najeżdżali Jadźwingowie, w okolicach Lublina przebywał Leszek Czarny. Pokonał on Jadźwingów w bitwie, lecz strudzony postanowił ich nie ścigać i odpocząć po walce. Postanowił rozbić obóz na terenie dzisiejszego Lublina pod wielkim, starym dębem, pod którym zasnął. We śnie ujrzał Michała Archanioła, który podał mu miecz. Leszek Czarny uznał to za znak od Boga, który miał zachęcić go do pościgu. Książę niebawem wyruszył i dogonił Jadźwingów i ponownie ich pokonał. Jako wotum wdzięczności ufundował w miejscu swojego obozu kościół (legenda mówi o ufundowaniu, ale niektóre źródła twierdzą, że w tym miejscu istniał już kościół) pod wezwaniem św. Michała Archanioła, a dąb, pod którym spał, ścięto i przeznaczono na budowę ołtarza. Prezbiterium miało zostać zbudowane na ściętym pniu.

### Krzyż Trybunalski
W 1727 podczas posiedzenia Trybunału Koronnego, krzyż wiszący w sali obrad jakoby zapłakał łzami. Krucyfiks uroczyście przeniesiono do jednej z kaplic w farze św. Michała i odprawiono mszę. W związku z tym wydarzeniem powstała legenda mówiąca, że krzyż zapłakał podczas sądu diabelskiego, w wyniku którego pewna kobieta, która niesłusznie przegrała sprawę w Trybunale, została sprawiedliwie osądzona przez szatanów.

## Wykopaliska archeologiczne
W latach 1936–1938 odkopano fundamenty świątyni, znaleziono wtedy resztki sklepień żebrowych oraz inne fragmenty z kościoła św. Michała. Przez wiele lat na placu Po Farze w kilku miejscach widoczne były zarysy fundamentów kościoła. W 2002 dokonano zagospodarowania placu, wyeksponowano fundamenty kościoła, wmontowano w nie oświetlenie, położono kostkę, mury wykonane są z wapienia. Dzięki nim widać, jakich rozmiarów był kościół św. Michała. Obecnie plac Po Farze jest częstym miejscem koncertów oraz spotkań lublinian.

## Zachowane budynki przykościelne

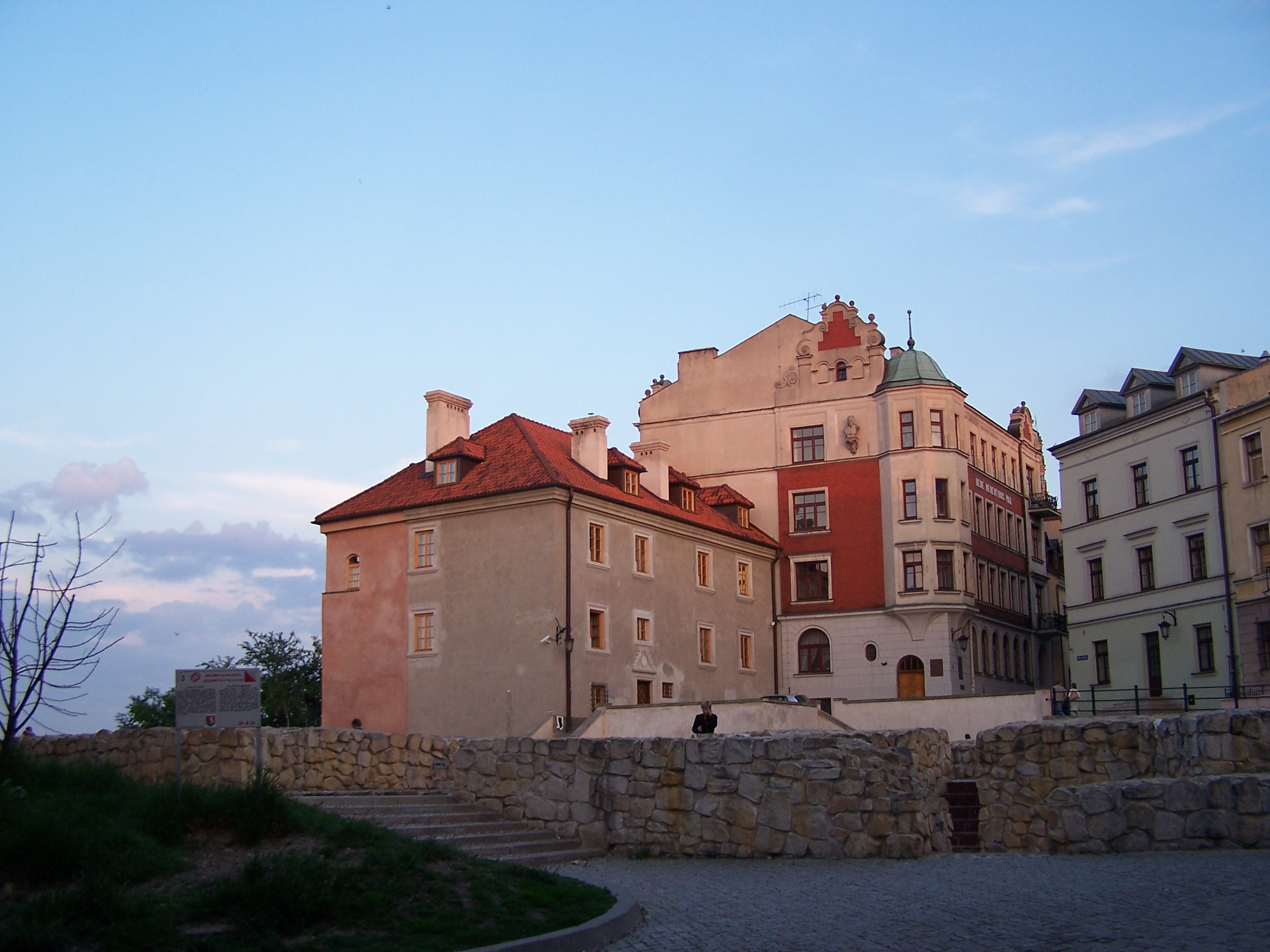
Plac Po Farze – pierwszy po lewej to dawny dom mansjonarski, dalej Mały Ratusz

- Dom mansjonarski – zbudowany w XV w. w obrębie murów obronnych. Nazwa pochodzi od księży mansjonarzy, którzy za pieniądze odprawiali codziennie mszę. W XVI w. stał się wikarią. W XIX w. odremontowany, przeszedł na własność prywatną.
- Mały Ratusz – do tego budynku przenosiły się władze miejskie Lublina podczas urzędowania Trybunału Koronnego. Dawniej była tu szkoła parafialna. Przez pewien okres mieszkał tutaj jako student KUL Stefan Wyszyński, późniejszy prymas Polski. Na froncie budynku umieszczony jest łaciński napis Bene merentibus pax (dobrze zasłużonym pokój). Obecnie mieszkają tu emerytowani nauczyciele.

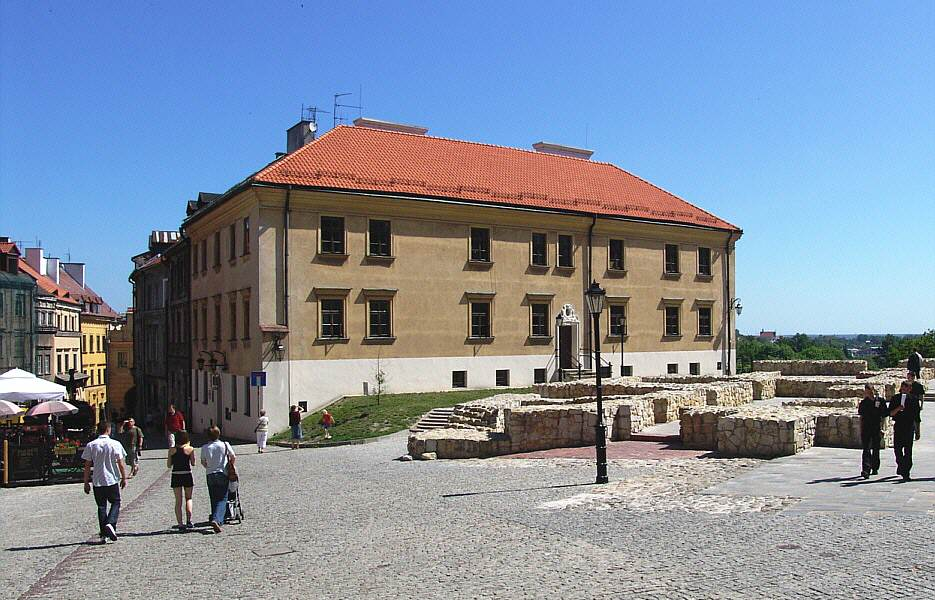
Plebania kościoła św. Michała

- Plebania – powstała w XVI w. Budynek pełnił tę funkcję aż do XIX w. W kolejnych latach utworzono tu ochronkę żydowską. 24 marca 1942[2] Niemcy zamordowali przebywające tam dzieci, a budynek skonfiskowali. O tym smutnym wydarzeniu przypomina tablica wmurowana w ścianę kamienicy. Po II wojnie mieścił się tu dom starców, potem dom dziecka. Obecnie ma tu swoją siedzibę Młodzieżowy Dom Kultury.

## Kalendarium
- 1282 – książę Leszek Czarny funduje świątynię
- początek XIV wieku – wybudowanie nowego kościoła w stylu gotyckim
- 1341 – zniszczenie kościoła w wyniku najazdu Tatarów
- II poł. XIV wieku – odbudowa świątyni
- I poł. XV wieku – wybudowanie dzwonnicy
- początek XVI w. – kościół staje się kolegiatą, budowa plebanii, mansjonarii
- 1575 – wielki pożar niszczy kościół, zawalenie się dzwonnicy
- 1596 – kardynał Radziwiłł wizytując Lublin, zwiedza zniszczoną farę, upomina władze miasta, aby dały pieniądze na remont świątyni.
- 1602 – 1610 – ponowna odbudowa, powstaje nowa kaplica "In horto Christi"
- 1653 – fara ponownie ulega pożarowi
- 9 maja 1727 – cud w Trybunale Koronnym, przeniesienie Krzyża Trybunalskiego do fary
- 1741 – odbudowa kościoła
- 1769 – burza niszczy wieżę kościoła, dach świątyni zostaje spalony, szybka odbudowa
- 1826 – kościół przestaje być kolegiatą, nadal jest farą
- 1826 – 1832 – świątynia pełni funkcje katedry
- 1846 – 1852 – rozbiórka kościoła
- 1852 – ekshumacja zwłok z cmentarza przy farze i przeniesienie ich na cmentarz przy ul. Lipowej
- 1936 – 1938 – prace archeologiczne badające fundamenty świątyni
- 2002 – gruntowny remont placu Po Farze, odsłonięcie fundamentów kościoła